# Maria Teresa Duran i Nogués
Maria Teresa Duran i Nogués (Sabadell, 11 de novembre de 1909 - 19 de setembre de 1933) fou una escriptora i activista feminista catalana.

## Biografia
De molt jove, Maria Teresa Duran se sentí atreta per la literatura i va ser una assídua lectora de la Biblioteca del Círcol Republicà Federal, a la qual, al principi, assistia acompanyada pel seu pare, Lincoln Duran, un fervent militant republicà seguidor de Francesc Pi i Margall. Des de 1928, quan es va inaugurar, freqüentà també la nova Biblioteca de la Caixa d'Estalvis de Sabadell del carrer de Gràcia de Sabadell. Amb aquesta formació intensa i autodidacta, Maria Teresa Duran treballà en una editorial barcelonina i col·laborà en la premsa local, el Diari de Sabadell, El Poble, La Ciutat. D'altra banda, pel maig de 1932, juntament amb Maria Rosa Arquimbau i Anna Murià, va fundar el 31 de maig de 1932 el Front Únic Femení d'Esquerra, que amb 215 associades era l'entitat femenina més important de Sabadell.
Pocs mesos després de morir, tots els articles publicats a la premsa van ser recollits per la família en un volum titulat Tribut pòstum, que aparegué el gener de 1934.